# École polytechnique universitaire de Lorraine
Polytech Nancy, anciennement école supérieure des sciences et technologies de l’ingénieur de Nancy (ESSTIN), fondée en 1960, est l'une des 204 écoles d'ingénieurs françaises accréditées au 1er septembre 2020 à délivrer un diplôme d'ingénieur.

## Histoire
L’institut des spécialités industrielles de Nancy est créé en 1960 sous la direction de Marcel Bonvalet puis devient rapidement l'institut des sciences de l’ingénieur de Nancy (ISIN) dont la première promotion est diplômée en 1964. Dès sa création l’ISIN fonctionne sur le principe des écoles d'ingénieurs à classe préparatoire intégrée qui recrutent des étudiants sur concours directement après le baccalauréat.
Très axée sur les nouvelles technologies l'école fut notamment l'une des premières écoles françaises à se doter d'un ordinateur en 1963. Ainsi au début des années 1980 l'ISIN jouit d'une image innovante notamment en raison de son système informatique, en particulier chaque élève a alors accès à un ordinateur individuel.
En 1967 le professeur Roger Mari est nommé directeur de l’ISIN et y resta jusqu’au début des années 1990.

Logo de l'ESSTIN.

L'ISIN est renommé en 1985 et devient l'ESSTIN (École Supérieure des Sciences et Technologies de l’Ingénieur de Nancy).
L’école supérieure des sciences et technologies de l’ingénieur de Nancy est une composante de l’Université de Lorraine et fait partie du collégium Lorraine-INP .
L’école est à l'origine, sous l'impulsion de son directeur Roger Mari, de la création en 1988 à Nice-Sophia Antipolis d'une antenne axée sur la maintenance et la communication, et  l’année suivante d'une antenne destinée à la maintenance industrielle à Blois. Par la suite ces deux succursales prennent leur autonomie et deviennent l’École supérieure d’ingénieurs de Nice-Sophia-Antipolis (ESINSA) pour l'une et l’École d’ingénieurs du Val de Loire (EIVL) pour l'autre.
En 1992 l'école crée le concours GEIPI afin de mutualiser un recrutement commun à 6 écoles d’ingénieurs dont l'ESINSA et EIVL.
Le 1er janvier 2017, l'ESSTIN devient officiellement la 14e école du réseau Polytech et prend son nom actuel le 1er février 2017.